# Ceradocopsis carnleyi
Ceradocopsis carnleyi is een vlokreeftensoort uit de familie van de Maeridae. De wetenschappelijke naam van de soort is voor het eerst geldig gepubliceerd in 1927 door Stephensen.